# مواظب روسری‌ات باش تاتیانا
مواظب روسری‌ات باش تاتیانا (به انگلیسی Take Care of Your Scarf, Tatiana) فیلمی به کارگردانی آکی کائوریسماکی ست که در سال ۱۹۹۴ منتشر شد. این فیلم، محصول مشترک آلمان و فنلاند است.
در خلاصهٔ این داستان آمده‌است که: والتو و رینو برای خوشگذرانی و خوردن نوشیدنی به جاده می‌زنند. اما رویاهای آنها با از راه رسیدن کلودیا، روس و تاتیانا به هم می‌ریزد…